# Zdzisława Sośnicka (album 1974)
Zdzisława Sośnicka – drugi album długogrający polskiej piosenkarki Zdzisławy Sośnickiej. Wydawnictwo ukazało się w 1974 roku nakładem wytwórni muzycznej Polskie Nagrania Muza. 14 kwietnia 2014 roku, ponownie nakładem Polskich Nagrania Muza nagrania zostały wznowione na płycie kompaktowej pt. Taki dzień się zdarza raz.

## Spuścizna
Sampel pochodzący z utworu „Zasnęło we mnie wszystko” wykorzystał w utworze "Chodź ze mną” Leszek "Eldo" Kaźmierczak, który ukazał się w 2003 roku na drugim albumie solowym rapera pt. Eternia. Partie wokalne Zdzisławy Sośnickiej z utworu „Ludzie mówią” wykorzystał raper Jacek "Tede" Graniecki w swej piosence „Jak żyć?”, która ukazała się w 2004 roku na albumie pt. Notes. Z kolei fragment utworu „Przyjaciele, których nie miałam” posłużył raperowi Przemysławowi "Hansowi" Frenclowi w piosence „Węże Cz. 3”, która trafiła na jego debiutancki album solowy pt. 8 (2011).

## Lista utworów
Opracowano na podstawie materiału źródłowego.
| Strona A | Strona A                        | Strona A            | Strona A                          | Strona A |
| Nr       | Tytuł utworu                    | Słowa               | Muzyka                            | Długość  |
| -------- | ------------------------------- | ------------------- | --------------------------------- | -------- |
| 1.       | „Taki dzień zdarza się raz”     | Jadwiga Urbanowicz  | Barbara Bajer, Leszek Bogdanowicz | 2:36     |
| 2.       | „Idę przed siebie”              | Janusz Kondratowicz | Wojciech Trzciński                | 2:55     |
| 3.       | „Zasnęło we mnie wszystko”      | Jonasz Kofta        | Andrzej Ellmann, Roman Nowicki    | 4:04     |
| 4.       | „Nocne preludium”               | Zbigniew Stawecki   | Leszek Bogdanowicz                | 3:11     |
| 5.       | „Zaćmienie”                     | Jonasz Kofta        | Jerzy Milian                      | 2:32     |
| 6.       | „Nie ma drogi dalekiej”         | Zbigniew Stawecki   | Leszek Bogdanowicz                | 2:12     |
| 7.       | „Ostatnie tango naszej miłości” | Jerzy Bom           | Leszek Bogdanowicz                | 2:12     |
|          |                                 |                     |                                   | 19:42    |

| Strona B | Strona B                          | Strona B            | Strona B                          | Strona B |
| Nr       | Tytuł utworu                      | Słowa               | Muzyka                            | Długość  |
| -------- | --------------------------------- | ------------------- | --------------------------------- | -------- |
| 1.       | „Mam w ramionach świat”           | Janusz Kondratowicz | Ryszard Poznakowski               | 4:09     |
| 2.       | „Moja awantura”                   | Stanisław Halny     | Barbara Bajer                     | 2:46     |
| 3.       | „Śpiewam dzień”                   | Janusz Kondratowicz | Barbara Bajer                     | 2:54     |
| 4.       | „Ludzie mówią”                    | Zbigniew Stawecki   | Barbara Bajer, Leszek Bogdanowicz | 2:53     |
| 5.       | „Przyjaciele, których nie miałam” | Janusz Kondratowicz | Marian Zimiński                   | 3:42     |
| 6.       | „Dobranocka, moje kochanie...”    | Zbigniew Stawecki   | Barbara Bajer                     | 3:40     |
|          |                                   |                     |                                   | 20:04    |